# Pachons
Pachons – pierwszy miesiąc pory szemu i dziewiąty miesiąc roku w kalendarzu egipskim. Jak każdy miesiąc w starożytnym Egipcie trwał 30 dni od 16 marca do 14 kwietnia. Po pachonsie następował paini.
| Abd · Z1 | S | mw | N5 |

| Abd · Z1 | S | mw | N5 |